# Zweibrücker
Zweibrücker är en typ av häst från Tyskland. Det är egentligen ingen egen hästras utan en benämning på varmblodshästar som föds upp i Rheinland-Pfalz och Saarland i sydvästra Tyskland. Namnet kommer ifrån stuteriet Zweibrücken som hade en central roll i uppfödningen av tyska varmblodshästar ända fram till 1977. Dagens Zweibrückerhästar är kända för sina atletiska förmågor både inom ridsporten och inom tävlingskörning. 

## Historia
Zweibrückerhästarna har sitt förflutna i staden Zweibrücken i Tyskland. Stuteriet som fick stadens namn Zweibrücken grundades redan 1755 av den tyska greven, Christian IV, efter att denna hade besökt ett flertal större stuterier i England. Greven beundrade bland annat aveln av det engelska fullblodet. Efter sin hemkomst finansierade greven byggandet av flera kungliga stuterier på flera platser i både Rheinland-Pfalz och Saarland. För att starta uppfödningen skaffade han flera olika hästar som var av "nobel" karaktär. 
Uppfödningen runt om i regionen skulle sedan övertas av hertigen av Zweibrücken, Charles II August. Denne fortsatte att förbättra uppfödningen genom att sätta in tre standardregler för hästarna som skulle tillåtas inom aveln. Hästarna skulle vara av hög kvalitet, vara vackra och vara användbara, antingen som ridhästar eller som körhästar. Zweibrückerhästarna fick ganska snabbt ett gott rykte när de blev den preussiska kungen Fredrik Vilhelm II:s personliga favorithästar. Kungen köpte hela 150 hästar från stuteriet i Zweibrücken som han använde som både rid- och körhästar. En del av dessa hästar sattes även i avel på Thrakehnen-stuteriet där de ingick i utvecklingen av den berömda Trakehnaren. 
1801 intogs Zweibrücken av fransmännen och nästan alla hästar på stuteriet flyttades till Frankrike. Dock flyttades hästarna tillbaka igen av Napoleon I själv och aveln kunde återupptas redan 1806 på det centrala stuteriet i Zweibrücken. Tillsammans med hingstdepåerna som var spridda i regionerna och med de hästar som fanns på det centrala stuteriet fanns det nu hela 250 hingstar och 100 ston som stod till uppfödarnas förfogande. Många av dessa var ursprungliga Zweibrückerhästar men man hade även samlat in tyskt avelsmaterial från uppfödare över hela landet och även köpt in spanska hästar från Spanien och hästar från det ungersk-österrikiska imperiet.  
Den 1 april 1795 övertog Maximilian Joseph I titeln som hertig i Zweibrücken från sin bror Charles II August. Maximilian blev sedan kung i Bayern. Maximilian dog 1825 men han hade då öppnat upp en större handel mellan Zweibrückenstuteriet och uppfödare över hela Europa. 1890 döptes stuteriet om i hans ära till "Kungliga Bavariska Stuteriet". Tack vare den ökade handeln och den nya titeln som kungligt stuteri fick man nu nya influenser till Zweibrückerhästarna. Bland annat importerades anglonormandiska hästar och korsningar mellan engelska fullblod och tyngre franska kallblodshästar från Frankrike. Man köpte även in ett större antal arabiska fullblod. Stuteriet avlade nu upp hästar som senare skulle bli grunden i de angloarabiska hästarna och området blev känt för sitt kavalleri och hästarna som man menade var snabba som det engelska fullblodet med det fina temperamentet och det ädla utseendet hos det arabiska fullblodet. 
Under den första halvan av 1900-talet ökade efterfrågan istället på tyngre arbetshästar då jordbruken ökade kraftigt som en följd av de båda världskrigen. Under Första världskriget användes bland annat tyngre hästar för att dra vagnar med artilleri. På grund av detta så byttes en stor del av avelsmaterialet på stuteriet ut mot tyngre varmblodshästar från Oldenburg. Men detta skulle visa sig bli en kortlivad affär då hela staden Zweibrücken och stuteriet blev evakuerade under Andra världskriget. Hästarna flyttades till Bayern. Nästan hela staden förstördes och stuteriet föll under statligt styre i det nyformade Rheinland-Pfalz. Nu fanns enbart 58 hingstar kvar och en fjärdedel av dessa var tyngre kallblods- och arbetshästar. Den ökande mekaniseringen av jordbruken gjorde även att dessa tyngre hästar snart blev överflödiga. 
Stuteriet förlorade sin titel som kungligt under 1960-talet och fick tillbaka sitt gamla namn Zweibrücken. Nu växte även efterfrågan på sporthästar i och med att intresset för ridsport och tävling ökade i hela världen. De tyngre hästarna ersattes istället med Trakehnare som hade bevisad släktskap med de hästar som sålts från Zweibrücken till Bayern under 1700-talet för att utveckla rasen. Mellan 1966 och 1976 var mer än hälften av hingstarna renrasiga Trakehnare. Medan många av de statliga stuterierna i Tyskland satsade på tyngre varmblod, så satsade Zweibrücken på ädlare och elegantare ridhästar. Genom att korsa Trakehnerston med hingstar av raserna Hannoveranare och Holsteinare hade man nu en grund att utgå ifrån. 
Idag ligger många av hingstdepåerna i Frankrike istället för i Tyskland. För att få registreras som en Zweibrückerhäst krävs det att en häst inspekteras och uppfyller de standardkrav som finns i stamboken. Även andra raser kan registreras som Zweibrückerhästar så länge de har rätt utseende och karaktär. Idag är hästarna populära inom ridsporten och har utmärkt sig inom dressyr, banhoppning och fälttävlan och även inom tävlingskörning.

## Egenskaper

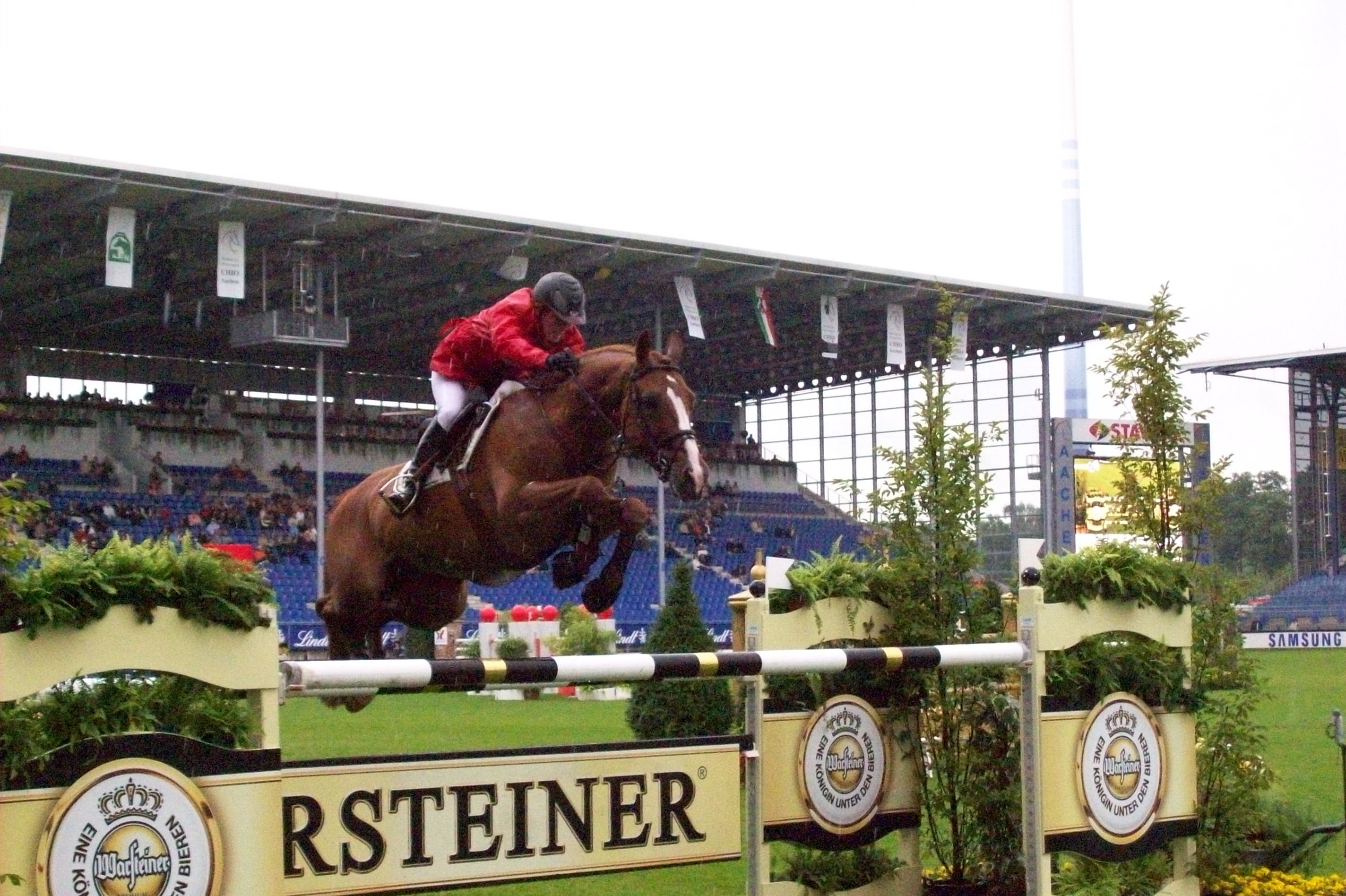
Zweibrückern är en typisk sporthäst som nått framgångar inom ridsporten. Här ses Zweibruckervalacken Le Mans med ryttarinnan Meredith Michaels-Beerbaum under EM i Aachen år 2007.

Det största och lättaste kännetecknet hos Zweibrückerhästarna är tecknet som brännmärks in på hästens vänstra baklår. Märket består av de två broar som symboliserar staden Zweibrücken (betyder "Två broar") med en hertig-krona ovanför. Zweibrückerhästarna är medelstora och kan variera kraftigt i mankhöjd. Den ideala höjden är dock mellan 160 och 170 cm. Dock måste hästarna nått över 155 cm vid 3 års ålder. För att ta vara på mer avelsmaterial har man även tillåtit färger som skäck, flaxfux eller cremello, färger som inte är tillåtna hos de flesta varmblodsraser i Tyskland. Uppfödare kan då istället registrera sina hästar som Zweibrückerhästar. De vanligaste färgerna är dock brun, fux, skimmel eller svart. 
Stuteriet Zweibrücken är även känt för sin öppna inställning till att korsa in olika raser. Det är tillåtet att registrera eller avla på de flesta raser vars stambok finns med i den Federala Föreningen för avel av Sporthästar. Däremot måste Zweibrückerhästar följa en ganska strikt standard vad gäller utseende. Hästarna måste ha ett nobelt utseende med en korrekt formation. Huvudet ska vara uttrycksfullt och vackert skuret. Överlinjen (nacke, rygg och kors) ska vara lång och fint formad med en medellång hals som sitter relativt högt på bogen. Hästarna ska vara jämnt musklade med ett speciellt väl musklat kors. Leder ska vara stora och torra och utan exteriörfel. 
Zweibrückerhästarna måste även följa en viss standard på sin användbarhet som ridhäst. Rörelserna ska vara fria, elastiska och korrekta. Man utgår ofta ifrån hästarnas galopp för att se om rörelserna är korrekta då detta även visar något om hur hästen kommer att kunna bli som hopphäst. Hästarna ska senare visas upp under sadel och ska då vara bekväma och lätta att rida utan att för den sakens skull sakna energi eller framåtanda. Hästarna ska vara vänliga och alerta och visa tecken på intelligens. 
För att hålla en hög kvalitet på hästarna håller man regelbundet prov och bedömningar för både hingstar och ston och även föl. Proven måste klaras för att hästarna ska få registreras och få ett intyg.